# Mistrzostwa Europy U-19 w Piłce Nożnej Kobiet 2024 (eliminacje)/Runda 1 Grupa A2
W Grupie A2 eliminacji do Mistrzostw Europy U-19 2024 brały udział następujące zespoły:
- Anglia U-19
- Czechy U-19
- Grecja U-19
- Walia U-19

## Stadiony
| Cardiff                              | Mapa miast-gospodarzy | Newport      |
| ------------------------------------ | --------------------- | ------------ |
| Cardiff International Sports Stadium | CardiffNewport        | Dragon Park  |
| Pojemność: 4 953                     | CardiffNewport        | Pojemność: ? |
|                                      | CardiffNewport        |              |

## Tabela
| Reprezentacja | M | W | R | P | Br+ | Br- | +/- | Pkt. |
| ------------- | - | - | - | - | --- | --- | --- | ---- |
| Anglia U-19   | 3 | 3 | 0 | 0 | 9   | 1   | +8  | 9    |
| Czechy U-19   | 3 | 2 | 0 | 1 | 5   | 1   | +4  | 6    |
| Grecja U-19   | 3 | 1 | 0 | 2 | 3   | 4   | -1  | 3    |
| Walia U-19    | 3 | 0 | 0 | 3 | 1   | 12  | -11 | 0    |

## Wyniki
| 24 października 2023 13:00 CET | Grecja U-19 | 0:2(0:0)Raport | Anglia U-19 · 83' (k) Enderby · 90+8' Watson | Cardiff International Sports Stadium, Cardiff Sędzia: Olatz Rivera Olmedo |
|                                |             |                |                                              |                                                                           |

| 24 października 2023 19:00 CET | Czechy U-19 · Bárková 26' · Kadlecová 71' · Hlaváčová 84' | 3:0(1:0)Raport | Walia U-19 | Dragon Park, Newport Sędzia: Deborah Bianchi |
|                                |                                                           |                |            |                                              |

| 27 października 2023 13:00 CET | Czechy U-19 · Truxová 49' · Krejčová 57' | 2:0(0:0)Raport | Grecja U-19 | Cardiff International Sports Stadium, Cardiff Sędzia: Rasa Grigonė |
|                                |                                          |                |             |                                                                    |

| 27 października 2023 19:00 CET | Anglia U-19 · Enderby 27' (k), 52' · Watson 62' · Potter 70' · Pritchard 72' · Baker 90+8' | 6:1(1:1)Raport | Walia U-19 · 10' Guy | Dragon Park, Newport Sędzia: Olatz Rivera Olmedo |
|                                |                                                                                            |                |                      |                                                  |

| 30 października 2023 13:00 CET | Anglia U-19 · Earl 51' | 1:0(0:0)Raport | Czechy U-19 | Cardiff International Sports Stadium, Cardiff Sędzia: Rasa Grigonė |
|                                |                        |                |             |                                                                    |

| 30 października 2023 13:00 CET | Walia U-19 | 0:3(0:1)Raport | Grecja U-19 · 7', 89' Chalatsogianni · 90+8' Siafarika | Dragon Park, Newport Sędzia: Deborah Bianchi |
|                                |            |                |                                                        |                                              |

## Strzelczynie

### 3 gole
- Mia Enderby

### 2 gole
- Katie Watson
- Georgia Chalatsogianni

### 1 gol
- Ava Baker
- Madison Earl
- Alexia Potter
- Poppy Pritchard
- Anna Bárková
- Monika Hlaváčová
- Barbora Kadlecová
- Lucie Krejčová
- Šarlota Truxová
- Niki Siafarika